# Bishops Lydeard A.F.C.
Câu lạc bộ bóng đá Bishops Lydeard là một câu lạc bộ bóng đá có trụ sở ở Bishops Lydeard, gần Taunton, ở Somerset, Anh. Đội hiện là thành viên của South West Peninsula League Premier Division East và thi đấu trên sân Darby Way.

## Lịch sử
Câu lạc bộ được thành lập vào năm 1912 và sau đó trở thành thành viên của Taunton & District League. Đội đã giành được cả League Cup và Seward Memorial Cup mùa giải 1952-53, và vô địch Division Two mùa giải 1960-61, cũng như lần thứ hai giành Seward Memorial Cup. Câu lạc bộ lại vô địch League Cup mùa giải 1988-89 và tiếp tục giành chức vô địch Division One mùa giải 1991-92. Mùa giải tiếp theo, đội giữ được chức vô địch Division One và giành được League Cup, với câu lạc bộ giữ được League Cup mùa giải 1993-94. Sau khi vô địch League Cup một lần nữa vào mùa giải 2000-01, đội vô địch Division One lần thứ ba vào mùa giải 2002-03, giành quyền thăng hạng lên Division Three của Somerset County League.
Bishops Lydeard vô địch Division Three mùa giải 2004-05 và được thăng hạng lên Division Two. Mùa giải tiếp theo, câu lạc bộ đã giành được Division Two & Three League Cup, cũng như về nhì ở Division Two, được thăng hạng lên Division One. Đội vô địch Division One mùa giải 2007-08 và được thăng hạng lên Premier Division. Câu lạc bộ đã kết thúc với vị trí á quân tại Premier Division mùa giải 2009-10, và sau khi vô địch mùa giải 2015-16, đội được thăng hạng lên Division One của Western League.

## Danh hiệu
- Somerset County League
  - Vô địch Premier Division 2015-16
  - Vô địch Division One 2007-08
  - Vô địch Division Three 2004-05
  - Division Two & Three Vô địch League Cup 2005-06
- Taunton & District League
  - Vô địch Division One 1991-92, 1992-93, 2002-03
  - Vô địch Division Two 1960-61
  - Vô địch League Cup 1952-53, 1988-89, 1992-93, 1993-94, 2000-01
  - Vô địch Seward Memorial Cup 1952-53, 1960-61
  - Vô địch Rowbarton Charity Cup 1961-62[1]

## Kỉ lục
- Thành tích tốt nhất tại FA Vase: Vòng loại thứ nhất, 2017-18[2]